# Via Salária

Algumas estradas consulares.

A Via Salária (em italiano e latim Via Salaria) é uma antiga estrada romana com início em Roma (desde a Porta Colina da Muralha Serviana, passando pela Porta Salária da Muralha Aureliana), a Castrum Truentinum (Porto d'Ascoli), na costa adriática, perfazendo um total de 242 km, via Reate (Rieti) e Asculum (Ascoli Piceno).
A Via Salária deve o seu nome à palavra latina para "sal", sale, já que era a rota utilizada pelos Sabinos para portar sal até à bacia do rio Tibre. Alguns historiadores  consideram que a Salaria e o comércio do sal estiveram ligados às origens de Roma. Subsistem vestígios desta estrada nas secções montanhosas.